# Syllis mytilorum
Syllis mytilorum är en ringmaskart som beskrevs av Studer 1889. Syllis mytilorum ingår i släktet Syllis och familjen Syllidae. Inga underarter finns listade i Catalogue of Life.